# Giovanni Battista De Luca
Pour les articles homonymes, voir De Luca.
Giovanni Battista De Luca (né en 1614 à Venosa, en Basilicata, et mort le 5 février 1683 à Rome) est un cardinal et juriste italien du XVIIe siècle.

## Biographie
En 1631, il s'inscrit à la faculté de droit de l'université de Naples, où il obtient, en 1635, une maîtrise en droit. De Luca occupa de nombreuses et importantes fonctions à la Curie romaine. Il fut membre de onze congrégations. Il est auditeur de la maison Ludovisi, référendaire au Tribunal suprême de la Signature apostolique et secrétaire des mémorials. Il est l'auteur de plusieurs œuvres importantes  sur le droit, l'économie et les finances.
Le pape Innocent XI le crée cardinal lors du consistoire du 1er septembre 1681.

## Œuvres
- Theatrum veritatis et justitiae, Rome, 1669–81 ; 15 vol. + 4 vol. de suppléments et 2 vol. d'index
  - (la) Theatrum veritatis et justitiae, Venise, Paolo Baglioni, 1706 (lire en ligne)
- Il Dottor volgare, Rome, Giuseppe Corvo, 1673, 15 vol. in-4° ;
- (it) Dello stile legale, Rome, Giacomo Dragondelli, 1674 (lire en ligne) ;
- (it) Difesa della lingua italiana, Rome, 1675 (lire en ligne) ;
- (it) Il cavaliere e la dama, Rome, Dragondelli, 1675 (lire en ligne) ;
- (it) Il vescovo pratico, Rome, eredi del Corbelletti, 1675 (lire en ligne) ;
- Il religioso pratico, Rome, 1679 ;
- (it) Il Principe cristiano pratico, Rome, nella stamperia della reuerenda Camera apostolica, 1680 (lire en ligne) ;
- Il cardinale della S.R. Chiesa pratico, Rome, 1680 ;
- (la) De officiis venalibus vacabilibus Romenae Curiae, Rome, Nicolò Angelo Tinassi per la Stamperia Camerale, 1682 (lire en ligne) ;
- Relatio Curiae Romanae, Cologne, 1683 ;
- Adnotationes practicae ad S. Concilium Tridentinum, Cologne, 1684 ;
- Sacrae Rotae decisiones, Lyon, 1700.

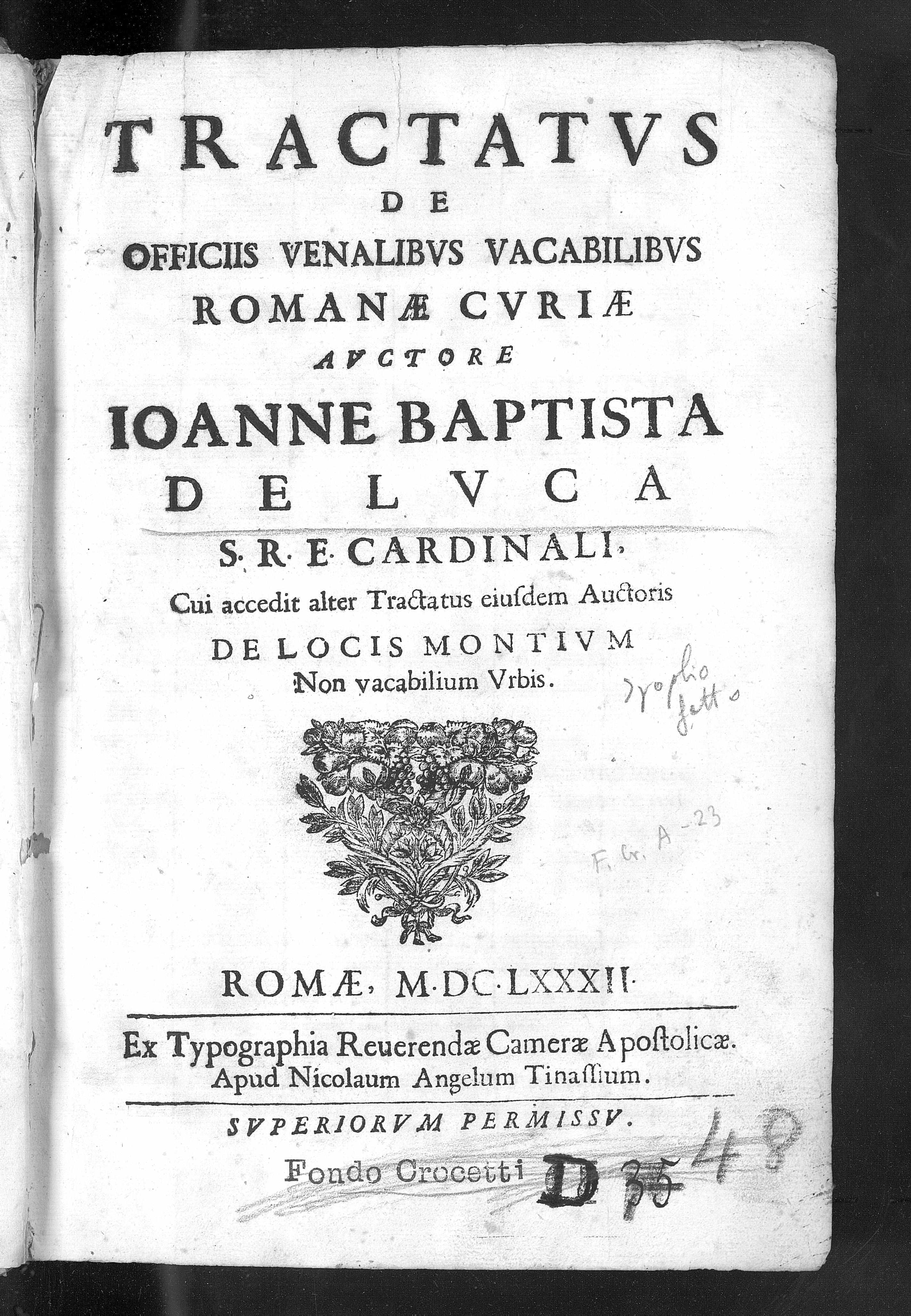
De officiis venalibus vacabilibus Romanae Curiae, 1682
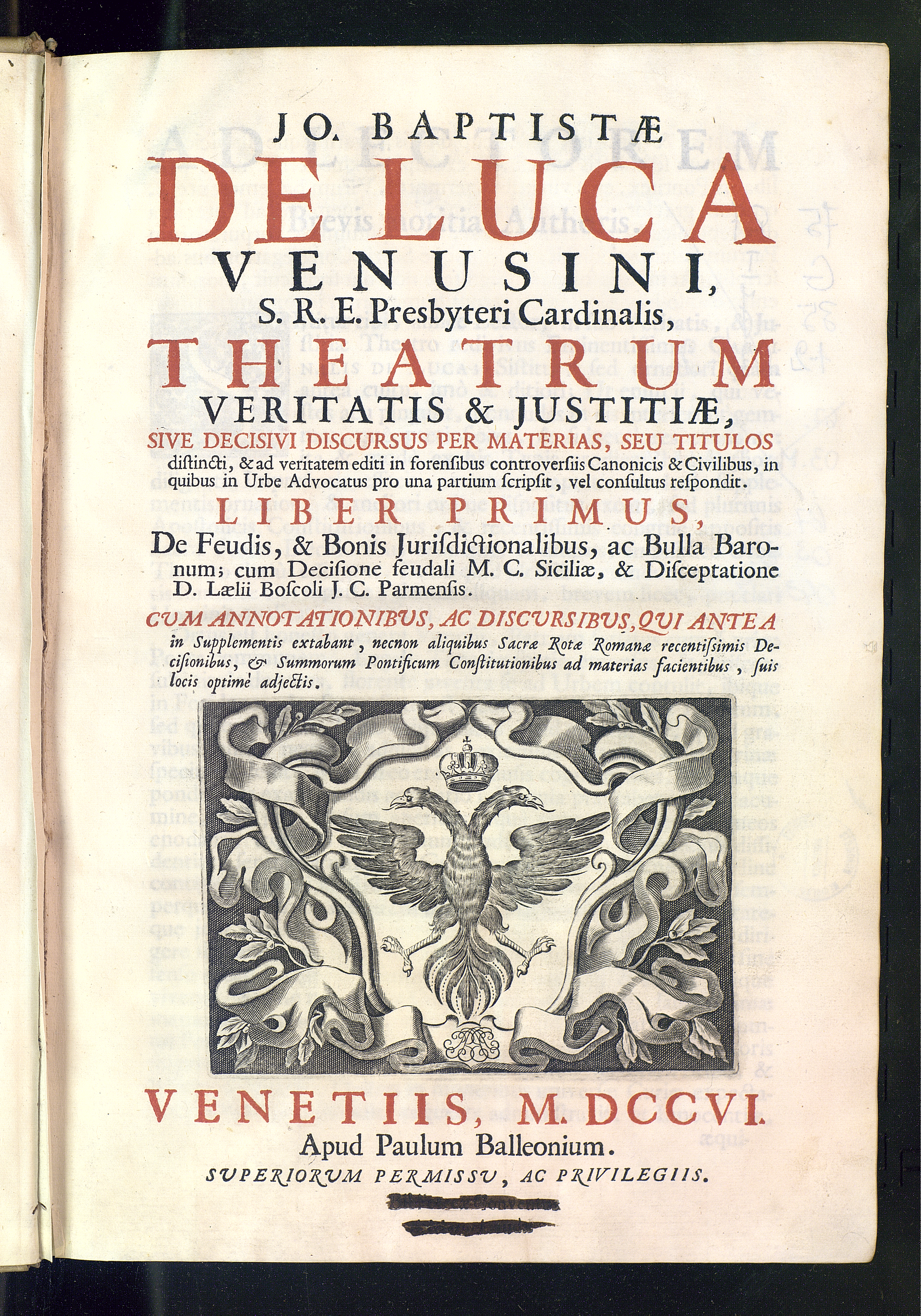
Theatrum veritatis et justitiae, 1706
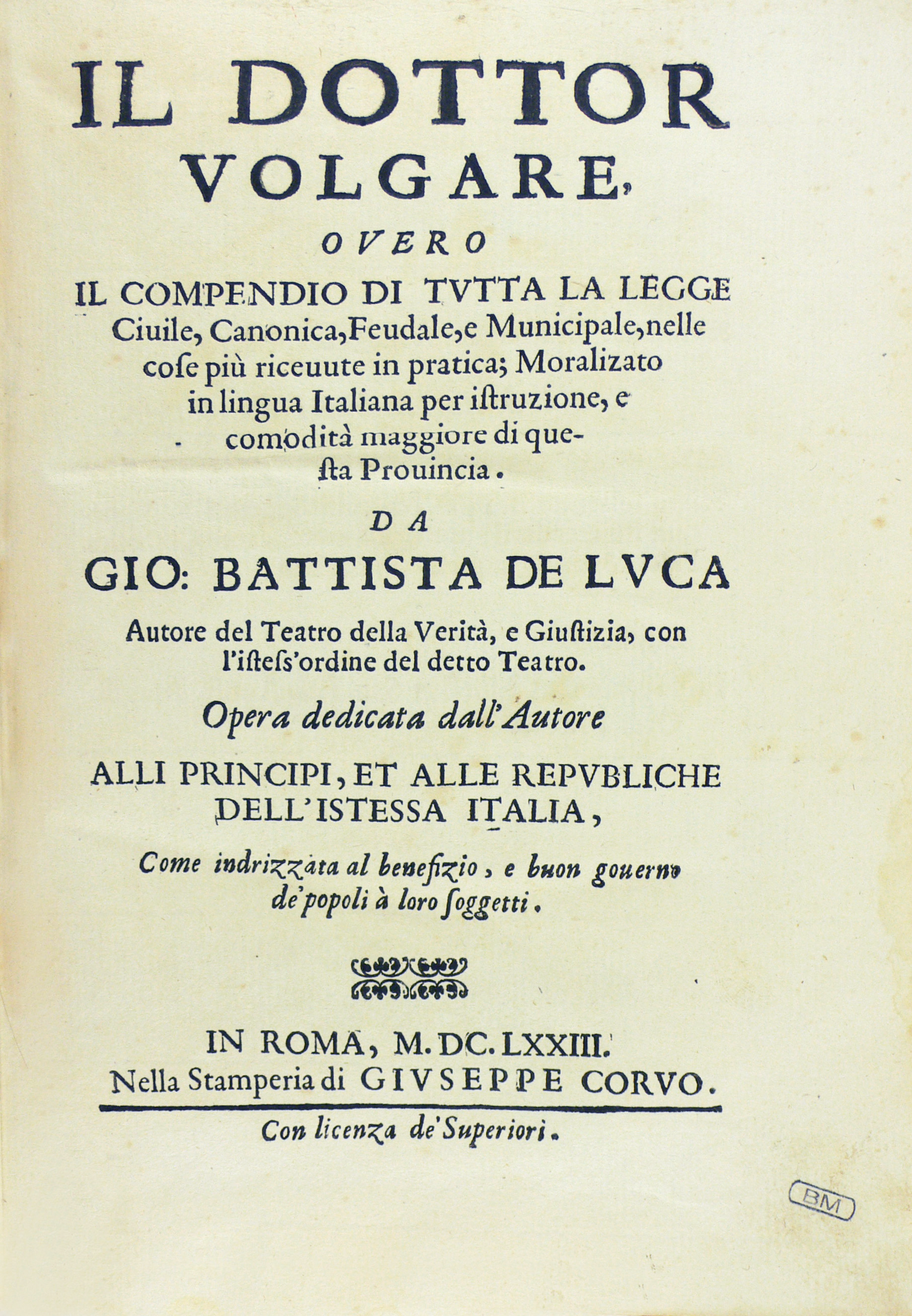
Il dottor volgare, stamperia di Giuseppe Corvo, 1673.

### Bibliographie

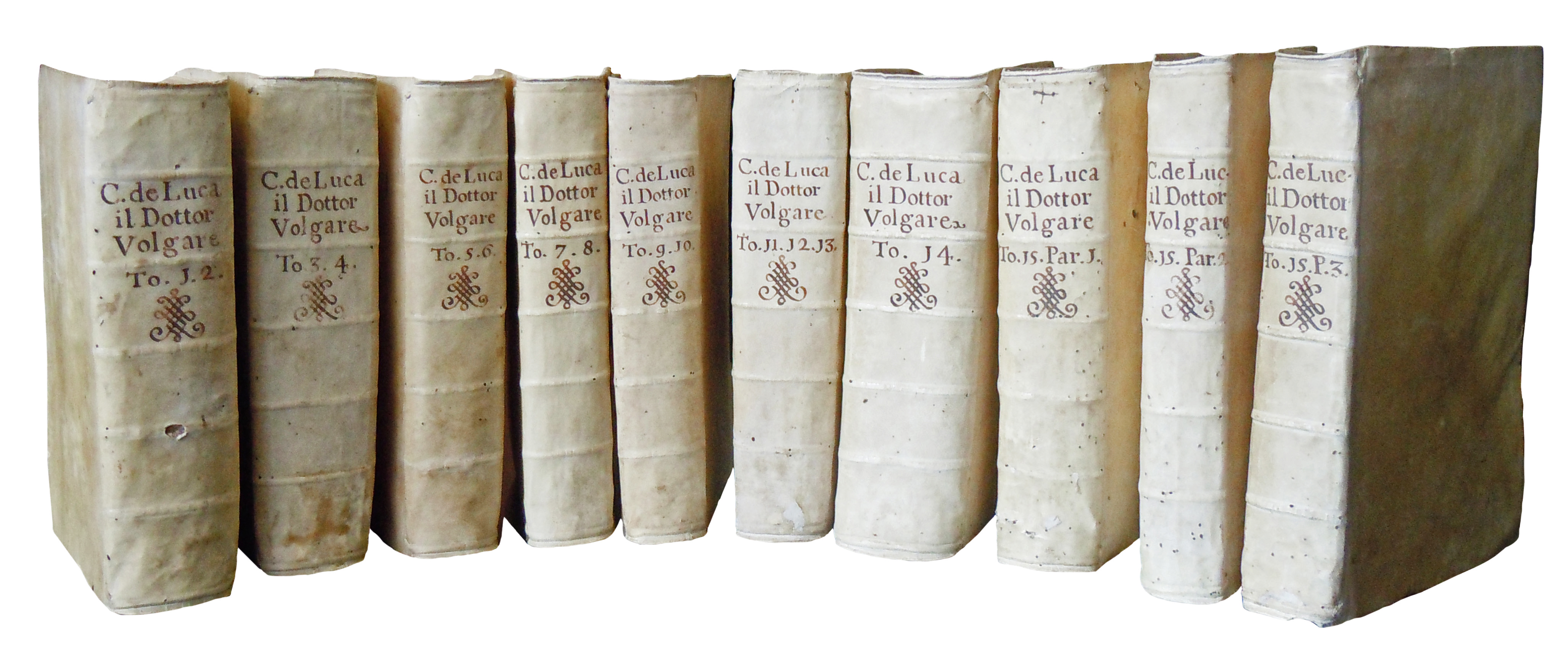
Il Dottor volgare, 1673.

## Source
- Fiche du cardinal sur le site fiu.edu

### Article lié
- Liste des cardinaux créés par Innocent XI